# Saint-Hilaire-de-Loulay

Saint-Hilaire-de-Loulay este o comună în departamentul Vendée, Franța. În 2009 avea o populație de 4,164 de locuitori.